# Tor czasowy (żużel)

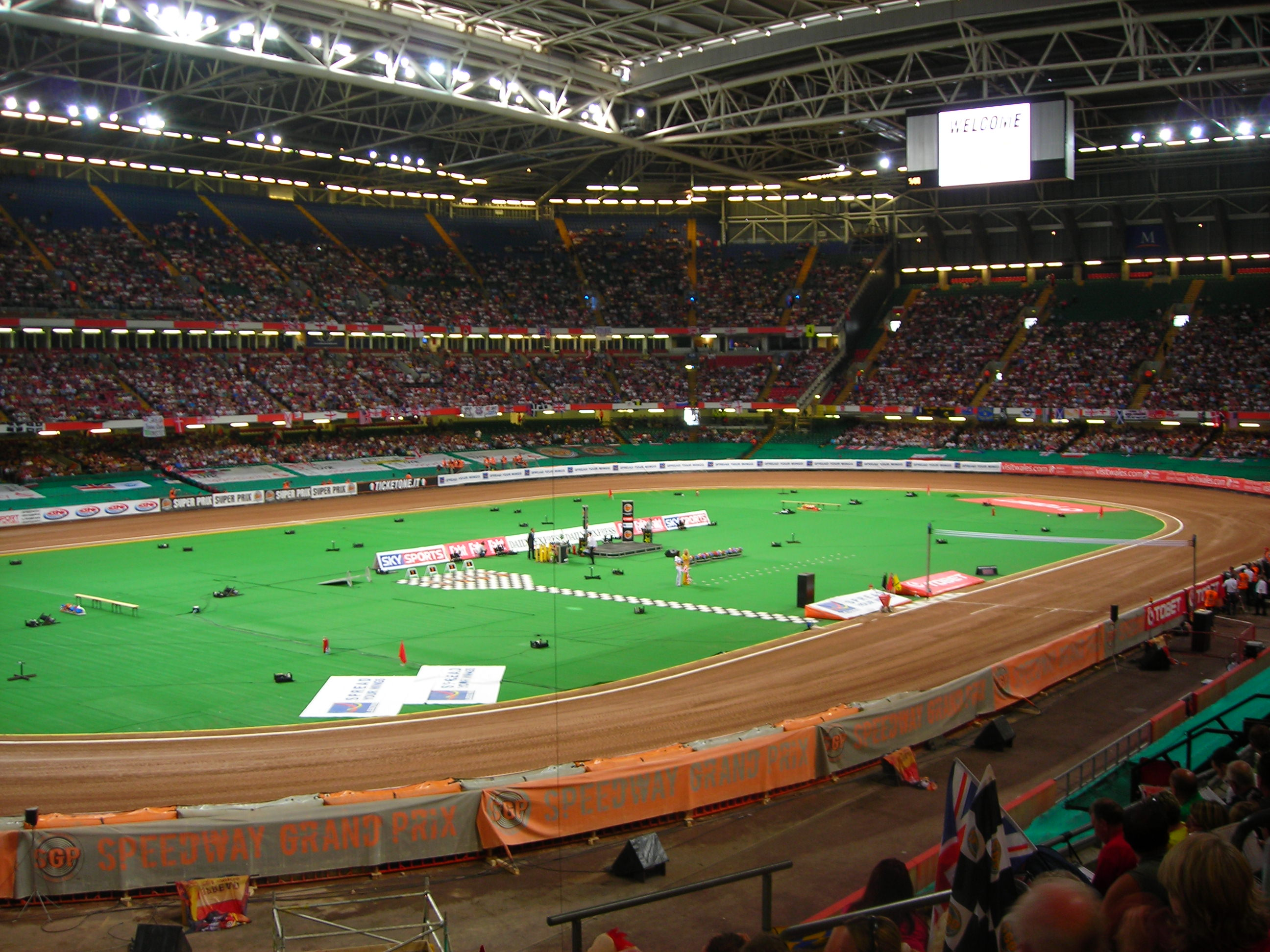
Tor czasowy podczas GP Wielkiej Brytanii 2009 na Millennium Stadium w Cardiff

Tor czasowy (także: sztuczny tor i tor jednodniowy) - tor żużlowy układany na potrzeby turnieju z cyklu Grand Prix IMŚ.
Tor czasowy jest budowany na kilka dni przed turniejem i demontowany zaraz po jego zakończeniu. Żużlowcy ścigają się na takim torze, także podczas oficjalnego treningu, który ma miejsce dzień przed zawodami SGP.
Tory tego typu układane są najczęściej na dużych stadionach sportowych, które jednak nie posiadają własnych bieżni żużlowych, lecz murawę (Millennium Stadium w Cardiff, Stadion Narodowy w Warszawie), bieżnię lekkoatletyczną (Ullevi Stadium w Göteborgu), bądź są to hale sportowe (Vikingskipet w Hamar).
Tory czasowe posiadają poważną wadę. Ze względu na krótki okres ich trwania oraz jakość materiałów wykorzystanych do ich zbudowania, podczas zawodów nawierzchnia się rozsypuje tworząc dziury i koleiny, które są bardzo niebezpieczne dla zdrowia zawodników.
Pierwsze zawody Grand Prix na torze czasowym odbyły się na Friedrich-Ludwig-Jahn-Sportpark w Berlinie podczas Grand Prix Niemiec 2001. Zawody te wygrał Polak Tomasz Gollob, który wygrał także pierwszy turniej Grand Prix na tradycyjnym torze (Grand Prix Polski 1995).